# The Sims 3: Zwierzaki
The Sims 3: Zwierzaki (ang. The Sims 3: Pets) – piąty oficjalny dodatek do gry komputerowej The Sims 3 wydany na platformy PC, Xbox 360, PlayStation 3 i Nintendo 3DS 21 października 2011. Nowa odsłona serii wprowadza do świata Simów zwierzaki oraz nowe rodzaje interakcji i przedmioty z nimi związane.

## Rozgrywka
Nowy tytuł rozszerza sposób gry o naszych czworonożnych i nie tylko czworonożnych przyjaciół. Możemy stworzyć w CAS-ie psa, kota i po raz pierwszy konia, a nawet przejąć kontrolę nad nimi. Gracze mogą hodować zwierzęta, wybierając jedną ze znanych ras oraz tworzyć własne rasy, a następnie wymieniać się nimi ze znajomymi. Zwierzęta posiadają własne cech. Pierwszy raz w Zwierzakach zostanie dodane nowe miasto pełne rancz dla koni, kocich dżungli, parków dla psów, przerażających tajemnic i dzikich zwierząt takich jak wilk, jeleń, szop pracz czy skunks. W edycji limitowanej znajdzie się też sklep zoologiczny, w którym nasi Simowie będą mogli nabyć unikalne obiekty dla swoich pupili. W grze można spotkać również jednorożce, które mogą nawet zamieszkać z naszymi simami.

## Różnice między wersjami
- Wersja na konsolę Xbox 360 wykorzysta możliwości Kinecta, dzięki której gracze mogą sterować bezpośrednio zwierzakami oraz używać komend głosowych. Posiadacze Xbox 360 i PlayStation 3 mogą zdobywać osiągnięcia poprzez rozwiązywanie zagadek w mieście.
- Wersja na Nintendo 3DS wykorzystuje wbudowany krokomierz oraz technologię StreetPass. Po wykryciu w swojej obecności innej konsoli 3DS, gracz może podarować właścicielowi innego zwierzaka wirtualny prezent.
- Wersja PC umożliwi Simom posiadanie koni. Gracze mogą używać koni jako środek transportu, a także mogą je szkolić i trenować, przygotowując je między innymi do wyścigów[2].
- Przy wersji na konsolę gracz nie musi posiadać podstawowej wersji gry. Na PC jest ona niezbędna.